# Holcopasites jerryrozeni
Holcopasites jerryrozeni är en biart som beskrevs av Neff 2004. Holcopasites jerryrozeni ingår i släktet Holcopasites och familjen långtungebin. Inga underarter finns listade i Catalogue of Life.